# Italiana Editrice
Italiana Editrice S.p.A., siglabile Itedi, è stata una casa editrice italiana, con sede a Torino, proprietaria ed editrice dei quotidiani La Stampa e Il Secolo XIX dal 2015 al 2017 quando si fuse con il Gruppo Editoriale L'Espresso per costituire GEDI Gruppo Editoriale.

## Storia
Il 2 agosto 2014 l'Editrice La Stampa di John Elkann (Fiat Chrysler Automobiles), editrice de La Stampa, e la Società Edizioni e Pubblicazioni (SEP) di Carlo Perrone, editrice de Il Secolo XIX, annunciarono in un comunicato congiunto il progetto di fusione per incorporazione della SEP nella prima, creando così una joint venture denominata Italiana Editrice S.p.A., con John Elkann presidente e Carlo Perrone vicepresidente, partecipata da Fiat Chrysler Automobiles per il 77% e dalla famiglia Perrone per il 23%. L'operazione ha compreso anche l'integrazione delle sussidiarie pubblicitarie e mass media, come Publikompass (di Ed. La Stampa), Publirama e Radio19 (entrambe di SEP).
Con questa operazione, a partire dal 1° gennaio 2015, nacque un gruppo editoriale composto da 240 giornalisti tra le redazioni dei due quotidiani e con una quota giornaliera iniziale di 260 000 copie vendute, alla pari degli altri maggiori gruppi editoriali, quali RCS MediaGroup, editore del Corriere della Sera, e il Gruppo Editoriale L'Espresso che era l'editore de la Repubblica.

### GEDI
Il 2 marzo 2016 Italiana Editrice ed il Gruppo Editoriale L'Espresso annunciarono di voler procedere alla loro fusione che ha dato vita ad una delle principali realtà editoriali italiane.
Il 9 marzo 2017 l'Autorità italiana antitrust autorizzò la fusione, a condizione che il Gruppo L'Espresso ceda a un soggetto terzo e indipendente la raccolta pubblicitaria locale nelle edizioni di Torino e Genova del quotidiano la Repubblica.
Il 27 aprile 2017 si è perfezionata l'operazione con l'assemblea dei soci del Gruppo Editoriale L'Espresso che ha approvato l'aumento di capitale a favore di Italiana Editrice ed il cambio della denominazione sociale in GEDI Gruppo Editoriale che è diventato effettivo l'8 maggio.